# Perdiguero de Burgos
El perdiguero de Burgos es una raza de perro de caza española que se desarrolló en la provincia de Burgos en Castilla y León. Es un perro de muestra de tamaño mediano, utilizado para la caza de aves, conejos y liebres, y usualmente como animal de compañía.

## Historia
El perdiguero de Burgos es una raza autóctona que apenas ha cambiado en España desde hace siglos. Está adaptado a las condiciones locales, especialmente al clima. Se desconoce el origen exacto de la raza, pero probablemente surgió del cruce del sabueso español con el pachón navarro.[cita requerida]
El perdiguero de Burgos fue reconocido en 1911 por la Real Sociedad Canina de España (anteriormente denominada Real Sociedad Central de Fomento de las Razas Caninas en España), pero en 1936 sólo estaban registrados en el libro genealógico 319 ejemplares. Debido a la guerra civil española y la Segunda Guerra Mundial, la raza casi se extinguió y la cría no se reanudó hasta 1950.[cita requerida]

## Descripción
La figura del perdiguero de Burgos quizás no es tan cristalizada en estilo como la de otras razas de su grupo (como el pointer inglés), pero transmite una clara sensación de robustez gracias a su porte cuadrado. Cosas a destacar son sus largas orejas y su papada. La cola suele estar cortada a un tercio de su longitud original.
Color: Tiene dos variantes de color: una donde el color básico es manchado y/o combinado con otros marrones y marrón, donde el color básico es el marrón que es, en este caso, blanco manchado.[cita requerida]
Pelaje: El pelaje es corto, tupido y suave.
Altura: Machos de 62 a 67 centímetros (24 a 26 pulgadas) y hembras de 59 a 64 centímetros (23 a 25 pulgadas).
Peso: 25 a 30 kilogramos (55 a 66 libras).

## Temperamento
Es un perro dócil, tranquilo y que rara vez se asusta. No se adapta bien a los entornos urbanos. Según la Real Sociedad Canina de España, el perdiguero de Burgos es rústico, equilibrado, tranquilo y sentado; resulta ser un gran perro de muestra,[cita requerida] especialmente indicado para la caza de piezas de pelo y pluma. De mirada dulce, muy noble, es una raza de excelente carácter, docilidad e inteligencia.

## Utilización
El perdiguero de Burgos es considerado como el más completo perro de muestra español, ya que aparte de su excelente venteo es valorado por su tranquilidad y aplomo en la búsqueda. Es rústico y está perfectamente adaptado a las duras condiciones de la meseta castellana, resistiendo el frío del invierno y al mismo tiempo adaptado a largas jornadas de trabajo en días calurosos.[cita requerida]
Presenta una gruesa capa epidérmica en las almohadillas de las patas y una potente musculatura que le permiten resistir la agresividad y sequedad de los terrenos áridos y pedregosos. La marcha es el trote,[cita requerida] aunque es un trote potente y económico no desperdiciando fuerzas y cubriendo una extensión de terreno aceptable.
La muestra es delicada y muy sólida. Muestra de lejos la pieza, pero siempre caza a distancia de escopeta restante a la vista de las posibles órdenes del cazador. A medida que ventea la presa pasa a un trote tanto más suave cuanto más se acerca y cuando la encuentra, la muestra con la cabeza elevada y el cuello erguido.[cita requerida] El cobro es seguro e impecable, incluso en el agua.
Debido a la equilibrada combinación de muestra y rastreo, el perdiguero de Burgos es usado para la caza de perdices (de ahí el término perdiguero), conejos, liebres, codornices, faisanes y becadas.[cita requerida]